# 権東鎮
権 東鎮（クォン・ドンジン、1861年12月15日 – 1947年3月9日）は、朝鮮の独立運動家、政治家。雅号は愛堂（エダン、애당）及び憂堂（ウダン、우당）、天道教で受けた道号は実菴（シラム、실암）。

## 人物
忠清北道槐山に生まれる。幼少期に漢城へ移住し、朝鮮陸軍士官学校を卒業した後、武官として官職を勤めている途中に開化派に参加した。乙未事変以後、日本に長期間亡命していた途中に、天道教の教主である孫秉煕と交流を持つこととなる。天道教に入信した権は、意気投合した孫や呉世昌と共に進歩会を組織し、開化運動を続け、1907年には南宮檍による大韓協会にも参加した。
1919年の三・一独立運動には、民族代表33人の一人として運動を主導した。各界の民族代表を選出して、己未独立宣言書を作成して発表するという三・一独立運動の初期構想は、孫・呉・権・崔麟という天道教の4名による議論から発案されたものとして知られている。
3年間の獄中生活の後、左右両勢力を結束させた抗日独立団体『新幹会』を組織し、副会長に就任した。1929年の光州学生事件の際には、趙炳玉などと共に逮捕され、1年間の獄中生活を送ることとなった。
1945年8月の独立後は右翼勢力の元老として、朝鮮に帰還する大韓民国臨時政府や進駐してくる連合国軍を迎え入れるための「臨時政府歓迎準備委員会」委員長を務め、信託統治反対運動に参加し、新韓民族党を結成して党首を務めた。党は安在鴻の国民党と共に金九による韓国独立党に参加することとなる。1946年に、アメリカ軍政が大韓民国臨時政府など反信託勢力を結成させた臨時立法機関である南朝鮮大韓国民代表民主議院を構成した際は、議員になるよう委嘱されたが、翌年に亡くなった。
1962年に、大韓民国政府から建国勲章が授与され、清州の三一公園に銅像が建立された。